# Bake (geslacht)
Bake (ook: Van den Wall Bake en: De Menthon Bake) is een oorspronkelijk uit Bremen afkomstig geslacht waarvan leden zich sinds begin 18e eeuw in Nederland vestigden en dat juristen, militairen, bestuurders en kunstenaars voortbracht.

## Geschiedenis
De stamreeks begint met Diedrich Bake die omstreeks 1490 in Bremen werd geboren en vermoedelijk daar overleed.  Eeuwenlang waren ze koopman. Het wrak van een van de schepen voor de kust van ijsland in 1587 werd jaren geleden gevonden en is geïdentificeerd als eigendom van Vasmer Bake, een lid van de familie.
Twee zonen van Hermann Bake (1688-1730) vestigden zich in de Nederlanden en werden de stamvaders van de Nederlandse takken. Deze zonen waren Vasmer en Casper Bake, oprichters van de familie Bake in Nederland.  
Bij Koninklijk Besluit 4 februari 1853 kreeg Herman Adriaan van den Wall Bake (1809-1874), zoon van generaal William Archibald Bake (1783-1843) en Maria Johanna van den Wall (1788-1871), naamswijziging van Bake tot Van den Wall Bake en werd daarmee de stamvader van de tak met die naam. Zijn jongere broer mr. Rudolph Willem Johan Cornelis de Menthon Bake (1811-1874) kreeg bij KB van 17 mei 1869 naamswijziging van Bake tot De Menthon Bake en werd daarmee de stamvader van de tak met die naam.
De familie werd in 1917 opgenomen in het genealogische naslagwerk Nederland's Patriciaat en heropnames volgden in 1958, 1985 en 2013.

## Enkele telgen

### Tak Bake
- Hermanus Adrianus Bake (1754-1805). Dokter, politicus en wetenschapper. Sommige van zijn geschriften zijn te vinden in https://repertorium.library.uu.nl/collectie/bake-meininger/.   Hermanus Adrianus vertaalde als arts en wetenschapper de Amerikaanse grondlegger Benjamin Franklin. https://www.woodlibrarymuseum.org/rare-book/bake-ha-verhandelingen-over-het-dierlijk-magnetismus-1791/.  Bij zijne echtgenoote Margaretha Mitchell: John Bake, William Archibald Bake en Alexander Jacques Josias Bake.
- William Archibald Bake (1783–1843), generaal-majoor van de artillerie.
- John Bake (1787-1864), taalwetenschapper en hoogleraar klassieke letteren in Leiden.
- Alexander Josias Jacques Bake (1791-1844). of, zoo als hij zich gewoonlijk met weglating der twee laatste voornamen schreef, Alexander Bake,  Auteur en docent. Specialist in Latijn.
- Caroline Henriëtte Bake (1786-1850); Geboren in Philadelphia, USA,  trouwde in 1809 met mr. Philip Pelgrim Everts (1783-1843), burgemeester en lid van de familie Everts
- Frans Cornelis Bake (1840-1893), civiel ingenieur
- Bertha Lina Anna Bake (1880-1957), kunstenares
- Maria Hermance Stephanie Bake (1886-1939), kunstenares
- Arnold Adriaan Bake (1899-1963), docent Indische muziek.  Een biografie van zijn leven en werk is:  Arnold Bake: A Life with South Asian Music (SOAS Studies in Music)

### Tak Van den Wall Bake
- Alexander van den Wall Bake (1911-1992), luitenant-generaal
- Hugo Maurice van den Wall Bake (1913-1981), luitenant-admiraal

### Tak De Menthon Bake
- Rudolf Willem Johan Cornelis de Menthon Bake (1873-1959), jurist en rechter

Geslachten die opgenomen zijn in het sinds 1910 verschijnende genealogische naslagwerk Nederland's Patriciaat. Lijst volgens opgave van het CBG Centrum voor familiegeschiedenis.
A · B · C · D · E · F · G · H · I · J · K · L · M · N · O · P · Q · R · S · T · U · V · W · Y · Z
1. ↑  (en) Where have all the ships gone? The absence of German shipwrecks in Iceland |. Geraadpleegd op 29 december 2023.